# Pax (mitología)

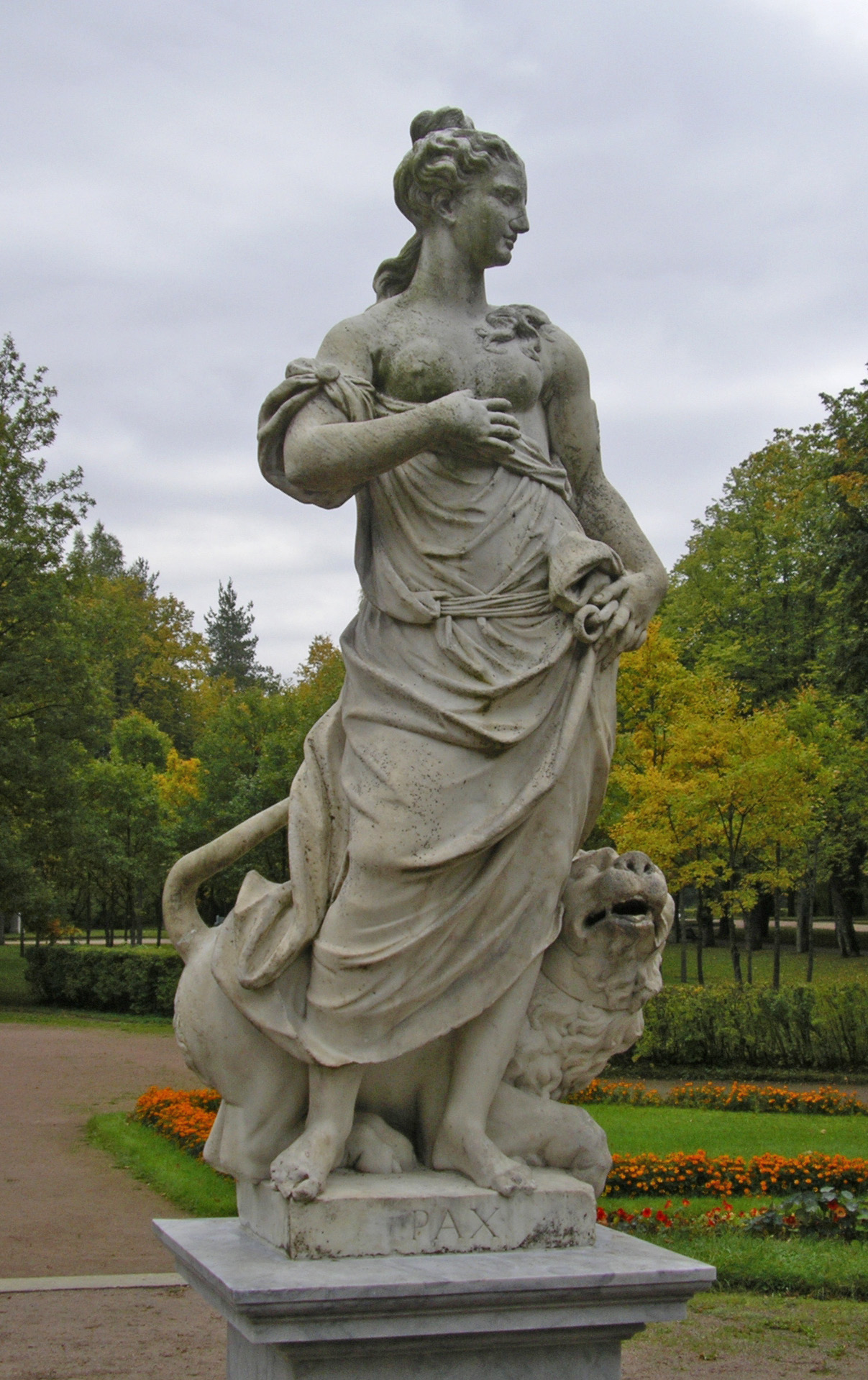
Estatua de Pax en los jardines del Palacio Pávlovsk (Rusia).

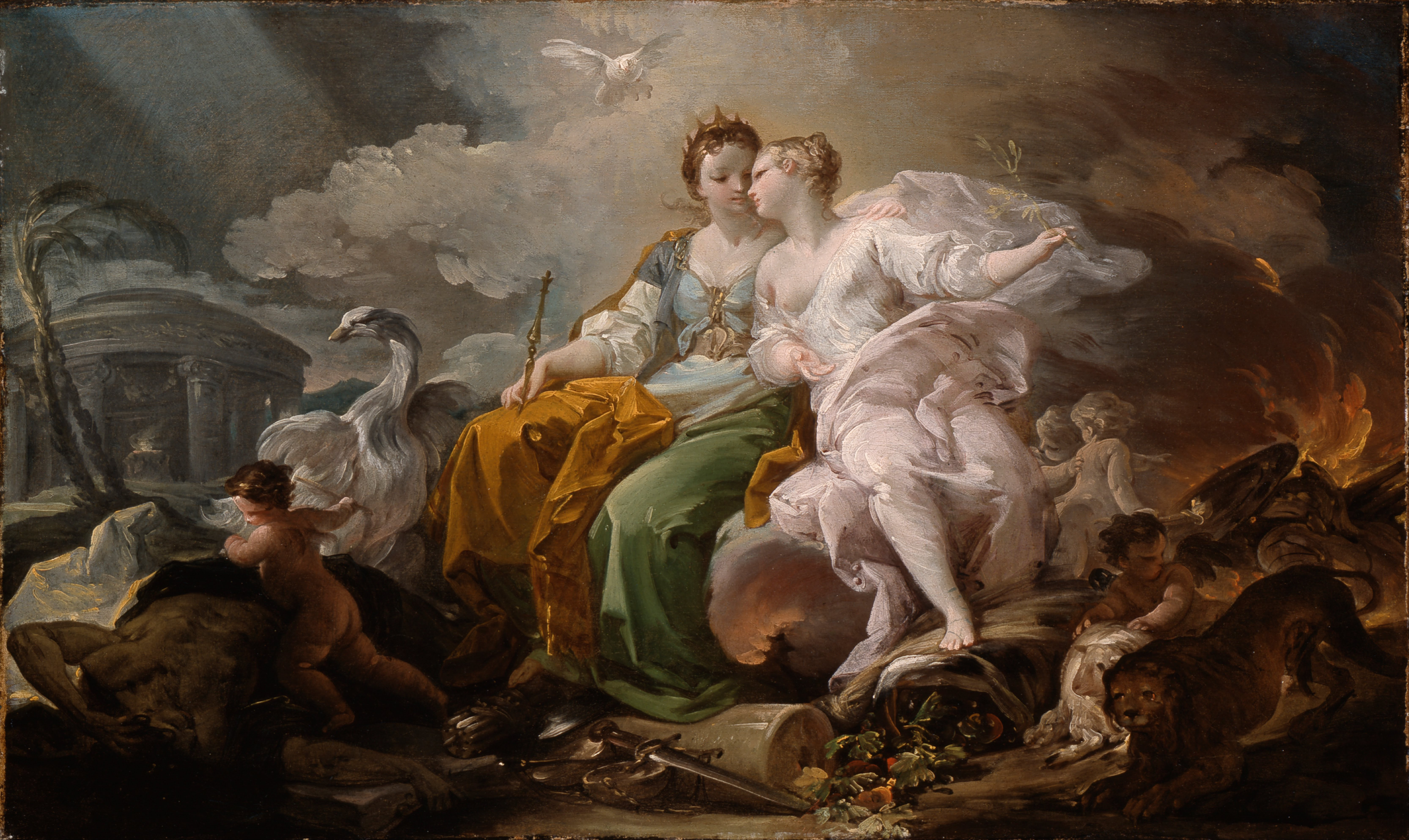
Alegoría de Paz y Justicia.

Pax (Latín: «paz»),  es la personificación de la paz en la mitología romana; asociada con frecuencia a la primavera. Hija de Justicia y Júpiter, hermana de Concordia y Disciplina. Se le representa como una joven y bella mujer coronada en olivo que lleva una cornucopia, un cetro y un ritón. Se le reconoció como diosa durante el gobierno de Augusto. Se le rendía culto el 30 de enero y el 30 de marzo. Se le dedicó un altar en el Campo de Marte, llamado Ara Pacis («Altar de la Paz»), y otro altar en el Forum Pacis («Foro de la Paz»). Irene es su equivalente el la mitología griega.